# Echo (Tom Petty and the Heartbreakers)
Echo è il decimo album discografico in studio del gruppo musicale Tom Petty and the Heartbreakers, pubblicato nel 1999. 

## Tracce
Tutte le tracce sono di Tom Petty tranne dove indicato.
1. Room at the Top – 5:00
2. Counting on You – 4:05
3. Free Girl Now – 3:30
4. Lonesome Sundown – 4:32
5. Swingin' – 5:30
6. Accused of Love – 2:45
7. Echo – 6:36
8. Won't Last Long – 4:22
9. Billy the Kid – 4:08
10. I Don't Wanna Fight (Mike Campbell) – 2:47
11. This One's for Me – 2:42
12. No More – 3:15
13. About to Give Out – 3:12
14. Rhino Skin – 3:57
15. One More Day, One More Night – 5:37

## Formazione
- Tom Petty - voce, chitarra, armonica a bocca
- Mike Campbell - chitarra, basso, voce
- Benmont Tench - pianoforte, organo Hammond, clavinet
- Howie Epstein - basso, cori
- Scott Thurston - chitarra acustica, chitarra elettrica, cori
- Steve Ferrone - batteria
- Lenny Castro - percussioni